# Fuirena gracilis
Fuirena gracilis là loài thực vật có hoa trong họ Cói. Loài này được Kunth mô tả khoa học đầu tiên năm 1837.